# جون جودينا
جون جودينا (بالإنجليزية: John Godina) هو لاعب دفع جلة أمريكي. مثل بلاده في الأولمبياد وحصل على الميدالية الفضية والميدالية البرونزية.

## سجل المنافسة
| العام                 | المسابقة                                | المكان                | المركز                | حدث                   | ملاحظة                |
| يمثل الولايات المتحدة | يمثل الولايات المتحدة                   | يمثل الولايات المتحدة | يمثل الولايات المتحدة | يمثل الولايات المتحدة | يمثل الولايات المتحدة |
| --------------------- | --------------------------------------- | --------------------- | --------------------- | --------------------- | --------------------- |
| 1990                  | بطولة العالم للناشئين لألعاب القوى 1990 | بلوفديف، بلغاريا      | 20                    | رمي القرص             | 40.88 م               |
| 1996                  | الألعاب الأولمبية الصيفية 1996          | أتلانتا               | 2                     | دفع الجلة             | 20.79 م               |
| 1997                  | نهائي الجائزة الكبرى لألعاب القوى 1997  | اليابان               | 3                     | رمي القرص             | 65.56 م               |
| 2001                  | بطولة العالم لألعاب القوى 2001          | كندا                  | 1                     | دفع الجلة             | 21.87 م               |
| 2004                  | الألعاب الأولمبية الصيفية 2004          | اليونان               | 9                     | دفع الجلة             | 20.19 م               |

## روابط خارجية
- جون جودينا على موقع الاتحاد الدولي لألعاب القوى (الإنجليزية)
- جون جودينا على موقع الاتحاد الأمريكي لسباقات المضمار والميدان (الإنجليزية)
- جون جودينا على موقع الاتحاد الأمريكي لسباقات المضمار والميدان (الإنجليزية)
- جون جودينا على موقع اللجنة الأولمبية الدولية (الإنجليزية)
- جون جودينا على موقع أوليمبيديا (الإنجليزية)
- جون جودينا على موقع اللجنة الأولمبية والبارالمبية الأمريكية (الإنجليزية)